# 蒙蒂雷亞爾
蒙蒂雷亞爾（葡萄牙語：Monte Real）是葡萄牙萊里亞的一個城鎮，曾是一個堂區。2013年，該堂區合併為新堂區蒙蒂雷亞爾和卡維德。其面積為12.23平方公里，根據2001年的人口調查數據顯示，其居住人口為2,778人。
蒙蒂雷亞爾空軍基地即位於蒙蒂雷亞爾。
蒙蒂雷亞爾還以其溫泉而聞名。